# Octopus's Garden
"Octopus's Garden" là ca khúc của ban nhạc The Beatles được sáng tác bởi Ringo Starr, nằm trong album năm 1969 của nhóm Abbey Road. George Harrison – người tham gia hỗ trợ Starr trong việc viết nên ca khúc này – nói: ""Octopus' Garden" là ca khúc của Ringo. Đây chỉ là ca khúc thứ 2 mà anh ấy sáng tác, và hãy để ý xem, nó thật đáng yêu. Anh ấy đưa ca khúc vào thật sâu trong tâm trí bạn... vì nó thật sự yên bình. Tôi cho rằng Ringo đã viết nên nhiều ca khúc hài hòa song lại chưa từng công bố chúng." Đây chính là ca khúc cuối cùng của The Beatles mà Starr được hát chính.

## Thành phần tham gia sản xuất
- Ringo Starr – hát chính, piano, trống, định âm.
- George Harrison – hát nền, guitar lead.
- Paul McCartney – hát nền, bass, piano.
- John Lennon – guitar nền, hát nền.